# 髓放线
在解剖学中，髓放线（或）是肾小叶的中间部分，肾髓质的结构呈放射状伸入皮质，称髓放线。

## 其它图片

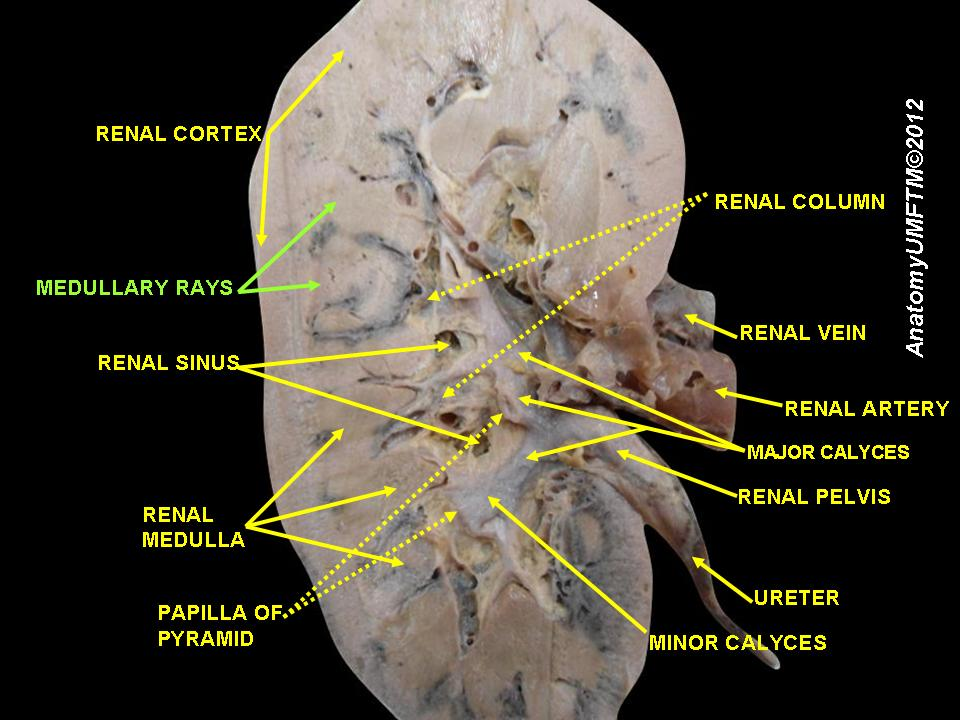
髓放线
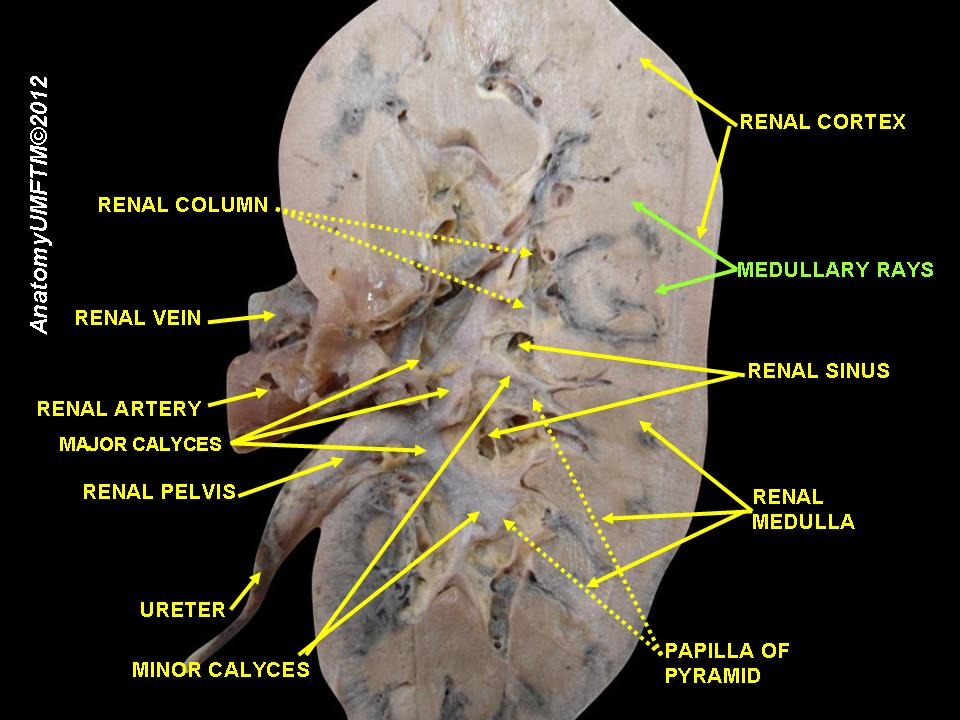
髓放线